# Tetratlenek ksenonu
Tetratlenek ksenonu (nazwa Stocka: tlenek ksenonu(VIII)), XeO4 – nieorganiczny związek chemiczny z grupy tlenków, w którym ksenon występuje na VIII stopniu utlenienia.
W temperaturze poniżej −35,9 °C jest to trwałe, żółte, krystaliczne ciało stałe. W wyższej temperaturze ulega wybuchowemu rozkładowi na pierwiastki składowe:
XeO4 → Xe + 2O2